# Gartenstraße 29 (Bad Suderode)

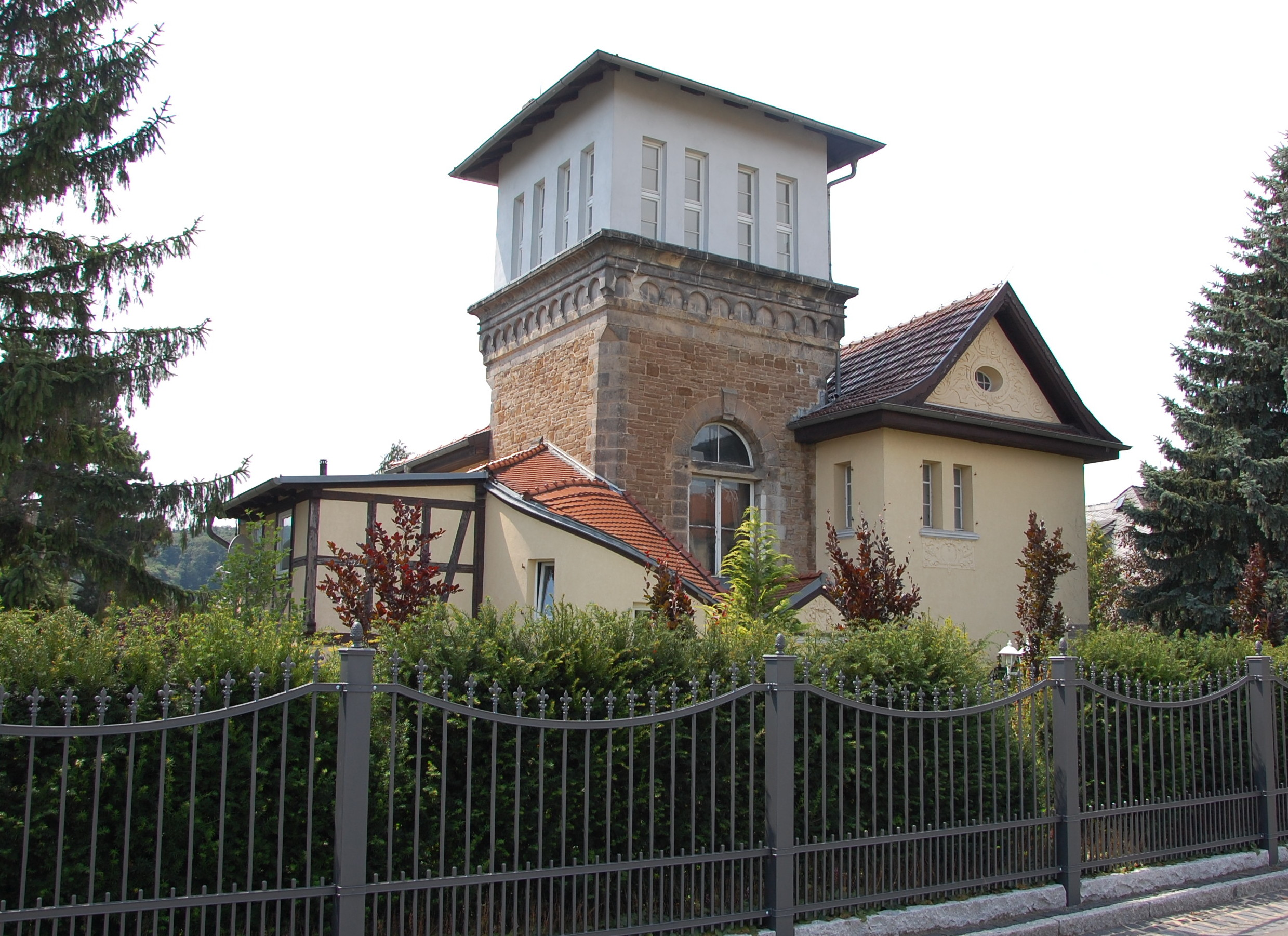
Villa Gartenstraße 29

Das Haus Gartenstraße 29 ist ein denkmalgeschütztes Gebäude im zur Stadt Quedlinburg in Sachsen-Anhalt gehörenden Ortsteil Bad Suderode.

## Lage
Es befindet sich auf einem Höhenzug nordwestlich des Ortskerns Bad Suderodes, auf der Südseite der Gartenstraße. Im örtlichen Denkmalverzeichnis ist das Gebäude als Villa eingetragen.

## Architektur und Geschichte
Die Villa wurde vermutlich im letzten Viertel des 19. Jahrhunderts errichtet. Als Baumaterial kamen Bruchsteine zum Einsatz. Markant ist der mächtige Turm der Villa, der mit einem mittelalterlich anmutenden Rundbogenfries verziert ist. Anfang des 20. Jahrhunderts erfolgte ein Umbau und eine Erweiterung im Stil des Historismus. Als schmückende Elemente wurden Wappen und neobarocker Reliefschmuck eingesetzt.